# Communisme israélien
 (juillet 2011).
Pour les articles homonymes, voir maki.
L’histoire du communisme en Israël est longue et complexe. Elle remonte aux débuts du sionisme et a connu des évolutions idéologiques liées au contexte géopolitique local comme international.
Elle s'incarne essentiellement à travers six organisations :
- le Poale Zion, puis le Parti communiste palestinien d'avant la création d'Israël ;
- le parti communiste palestinien d'après 1948, créé sur les restes de la section arabe extérieure aux frontières d'Israël ;
- le Maki, créé en Israël après 1948 par les militants juifs et arabes restés en Israël, dissous en 1981 ;
- le Matzpen, parti créé par des exclus d'extrême-gauche du Parti communiste israélien, en 1962 ;
- et enfin le Rakah, créé en 1965 par des dissidents du Maki, et qui finira par reprendre le nom de Maki. C'est l'actuel parti communiste israélien.

L'histoire du Parti communiste palestinien (d'avant ou d'après 1948) ne sera pas traitée en détail dans cet article.

## Origines
Le parti communiste de Palestine a été officiellement créé en 1920 par des dissidents du parti sioniste d'extrême-gauche Poale sion gauche ralliés à la IIIe internationale. Il a donc une origine sioniste. Dans les années 1920, sous l'influence de Moscou, il prend une orientation assez antisioniste, et s'ouvre largement aux Arabes palestiniens d'extrême-gauche.
Il sera, dans les années 1920, 1930 et 1940, le seul parti politique juif et arabe, une caractéristique que la branche israélienne tentera de préserver après 1948.
À cette époque, il milite pour un État judéo-arabe unitaire en Palestine mandataire.

## Maki, puis Moked

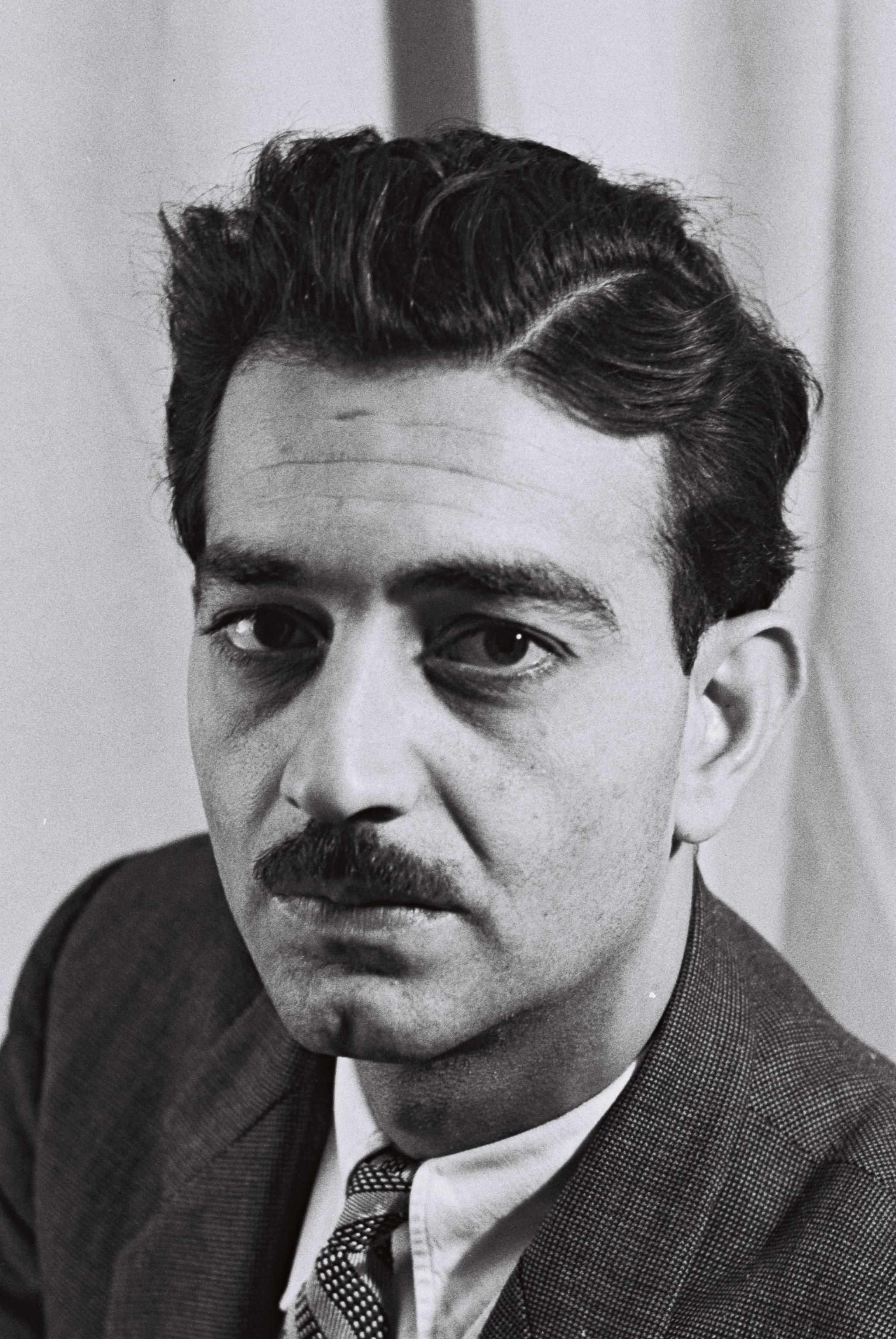
Émile Habibi, écrivain et dirigeant communiste, en 1951.

Le Parti communiste d'Israël (connu sous le nom de Maki, acronyme pour Miflaga Komunistit Yisraelit) est un parti politique israélien, créé en 1948 à partir des restes du Parti communiste palestinien dans les frontières du nouvel État d'Israël.
Dès 1949, avec la détérioration des relations entre les Soviétiques et l'État d'Israël — dont l'existence avait été au départ soutenue par l'U.R.S.S, le Parti Communiste d'Israël évolue vers une position « antisioniste » (dans le sens où il n'adhère pas à la construction de l'État d'Israël comme État juif bien qu'il en reconnaisse l'existence). Le parti affirme le droit des Palestiniens à également former un État, selon le Plan de partage de la Palestine voté à l'ONU. Le parti fait alors partie du mouvement communiste mondial et est un défenseur de l'Union soviétique.
Dans cette période, son électorat est juif et arabe. La direction est paritaire entre Juifs et Arabes.
Maki a eu quatre sièges dans la première Knesset, et entre trois et six sièges à chaque Knesset jusqu'en 1965 (voir les résultats électoraux ci-dessous).
En 1955, il est renforcé par une scission de gauche du Mapam. Après le procès de Prague de 1952 et le complot des blouses blanches de 1953, la direction du Mapam a pris ses distances avec l'Union soviétique. Critiquant cette nouvelle orientation, l'aile gauche du parti, sous la direction de Moshé Sneh, ancien dirigeant de la Haganah, rejoint le Maki. Elle y renforcera la tendance juive la plus favorable au sionisme (même si elle ne s'en réclame plus officiellement).
À compter du début des années 1960 se développe une grave crise entre deux factions.
- La première est essentiellement juive et défend une position pro-israélienne. Elle critique en particulier les appels à la destruction d'Israël de certains alliés arabes de l'Union soviétique. Elle est dirigée par Chmouel Mikounis et Moshe Sneh, tous deux juifs.
- La seconde est à majorité arabe, avec une minorité juive. Elle est plus critique à l'égard d'Israël et du sionisme, et plus pro-soviétique. Elle est dirigée par Meir Vilner (juif) et Tawfik Toubi (arabe).

Sur le principe, les deux factions sont d'accord pour une solution définitive au conflit israélo-arabe par la création d'un État israélien vivant dans les frontières de 1949 à côté des États arabes. Mais dans le détail, les sensibilités « arabes » ou « juives » mènent à des positions assez différentes.
En 1962, une minorité proche du trotskisme est exclue et crée le Matzpen.
Le 2 août 1965, les deux factions décident d'organiser chacune un congrès spécifique. C'est la rupture.
La faction « juive », dirigée par Mikounis et Sneh, maintient le Maki. Celui-ci, privé de son électorat arabe et d'une partie de son électorat juif, perd tout poids électoral (1 élu). Il prend une tendance de plus en plus anti-soviétique, et de plus en plus proche de celle de l'extrême-gauche sioniste (Mapam) sous l'influence de Moshé Sneh.
Après la guerre des Six Jours de 1967, le parti n'exclut pas certaines modifications de frontières limitées au bénéfice d'Israël, ce qui l'éloigne encore plus de l'Union soviétique. Après 1969, il change son nom en Moked.
Trouvant que cette orientation (en particulier la rupture avec l'Union soviétique) va trop loin, Chmouel Mikounis démissionne du Moked en 1975 (certains de ses partisans avaient déjà été exclus en 1973). En 1975, la victoire de Sneh est définitive. Mais le parti n'aura plus d'élus à la Knesset. Pour les élections de 1981, le Moked rejoint une alliance de gauche, le Sheli, et cesse de fait d'exister.

### Résultats électoraux du Maki puis du Moked (1948-1973)
| Années | %   | Sièges |
| ------ | --- | ------ |
| 1949   | 3,5 | 4      |
| 1951   | 4,0 | 5      |
| 1955   | 4,5 | 6      |
| 1959   | 2,8 | 3      |
| 1961   | 4,2 | 5      |
| 1965   | 1,1 | 1      |
| 1969   | 1,1 | 1      |
| 1973   | 1,4 | 1      |

On note, à partir des élections de 1965 (qui ont eu lieu après la scission), une forte chute des résultats. Il n'y a plus d'élus à partir des élections de 1977.

## Rakah/Maki et Hadash
Le Rakah est formé en 1965. Cet acronyme signifie Rechima Komounisti Hadacha : « nouvelle liste communiste ».
Le parti attire surtout un électorat arabe, mais parvient quand même à conserver une frange d'électorat juif. Bien que variable selon les élections, on estimait dans les années 1990 que 80 % de l'électorat du Rakah était arabe, et 20 % juif. La direction est paritaire.
Rakah apparait de plus en plus comme un des porte-paroles de la communauté arabe israélienne. Mais dans le même temps, sa direction judéo-arabe signifie clairement qu'il refuse de devenir un simple parti nationaliste arabe. Il milite donc pour une société judéo-arabe, où Israël, sans être remis en cause, ne serait plus un État spécifiquement « juif », mais bien juif et arabe. Il milite aussi pour les droits des réfugiés palestiniens et pour la création d'un État palestinien en Cisjordanie-Bande de Gaza.
Ce positionnement « judéo-arabe » le rend impopulaire chez les nationalistes juifs, mais aussi chez les nationalistes arabes israéliens.
Ses résultats électoraux sont cependant bien supérieurs à ceux de l'ancien Maki d'après la scission de 1965. Il a récupéré l'essentiel de l'électorat communiste d'avant 1965.
En 1989, le Rakah reprend le nom de Maki, tombé en déshérence, c'est-à-dire « Parti communiste israélien ». Il affirme ainsi sa fidélité avec l'héritage idéologique d'avant les scissions des années 1960 : acceptation d'Israël, non-sionisme, revendication d'un état judéo-arabe, anticapitalisme.
À partir de 1977, le Rakah (puis le Maki après 1989) se présente électoralement sous le nom de Hadash (« Front démocratique pour la paix et l'égalité ») en alliance avec des petits groupes, comme les Black Panthers, un petit groupe de Juifs sépharades dirigé par Charly Bitton. Hadash doit donc être compris comme le nom d'une alliance, et non comme celui du parti lui-même (même si ce dernier en est la composante largement dominante).

### Résultats électoraux duRakahpuis duHadash(1965 - 2006)
| Années      | 1965  | 1969  | 1973  | 1977  | 1981  | 1984  | 1988  | 1992  | 1996  | 1999  | 2003  | 2006  | 2009   |
| pourcentage | 2,3 % | 2,8 % | 3,4 % | 4,6 % | 3,4 % | 3,4 % | 3,7 % | 2,4 % | 4,4 % | 2,6 % | 3,0 % | 2,7 % | 3,32 % |
| Sièges      | 3     | 3     | 4     | 5     | 4     | 4     | 4     | 3     | 5     | 3     | 3     | 3     | 4      |
| ----------- | ----- | ----- | ----- | ----- | ----- | ----- | ----- | ----- | ----- | ----- | ----- | ----- | ------ |

En 1996, les cinq sièges obtenus le sont avec Balad. Trois seulement relèvent de Hadash.